# Halodiplosis hirta
Halodiplosis hirta är en tvåvingeart som först beskrevs av Marikovskij 1955.  Halodiplosis hirta ingår i släktet Halodiplosis och familjen gallmyggor.
Artens utbredningsområde är Kazakstan. Inga underarter finns listade i Catalogue of Life.